# From Mars to Sirius
From Mars to Sirius treći je studijski album francuskog metal sastava Gojira, objavljen 29. rujna 2005.
Zamišljen je kao konceptualni album, a tema pjesama je uništavanje zemljinog okoliša, te potreba čovječanstva da to zaustavi prije nego što bude prekasno. Za pjesmu "To Sirius" je snimljen i spot kojeg je režirao Alan Duplantier.

## Popis pjesama
| 1.    | »Ocean Planet«                                                        | 5:32 |
| 2.    | »Backbone«                                                            | 4:18 |
| 3.    | »From the Sky«                                                        | 5:48 |
| 4.    | »Unicorn«                                                             | 2:09 |
| 5.    | »Where Dragons Dwell«                                                 | 6:54 |
| 6.    | »The Heaviest Matter of the Universe«                                 | 3:57 |
| 7.    | »Flying Whales«                                                       | 7:44 |
| 8.    | »In the Wilderness«                                                   | 7:47 |
| 9.    | »World to Come«                                                       | 6:52 |
| 10.   | »From Mars«                                                           | 2:24 |
| 11.   | »To Sirius«                                                           | 5:47 |
| 12.   | »Global Warming«                                                      | 7:50 |
| 13.   | »Escape« (obrada pjesme Metallice, bonus pjesma na japanskom izdanju) | 5:08 |
| 66:52 |                                                                       |      |

## Produkcija

### Gojira
- Joe Duplantier – vokal, gitara
- Christian Andreu – gitara
- Jean-Michel Labadie – bas-gitara
- Mario Duplantier – bubnjevi